# 尼崎城
尼崎城（日语：／ Amagasakijō *）是一座位於日本兵庫縣尼崎市的城。別名為琴浦城、琴城、尼丘城。在江戶時代為尼崎藩之藩廳所在地。

## 歷史

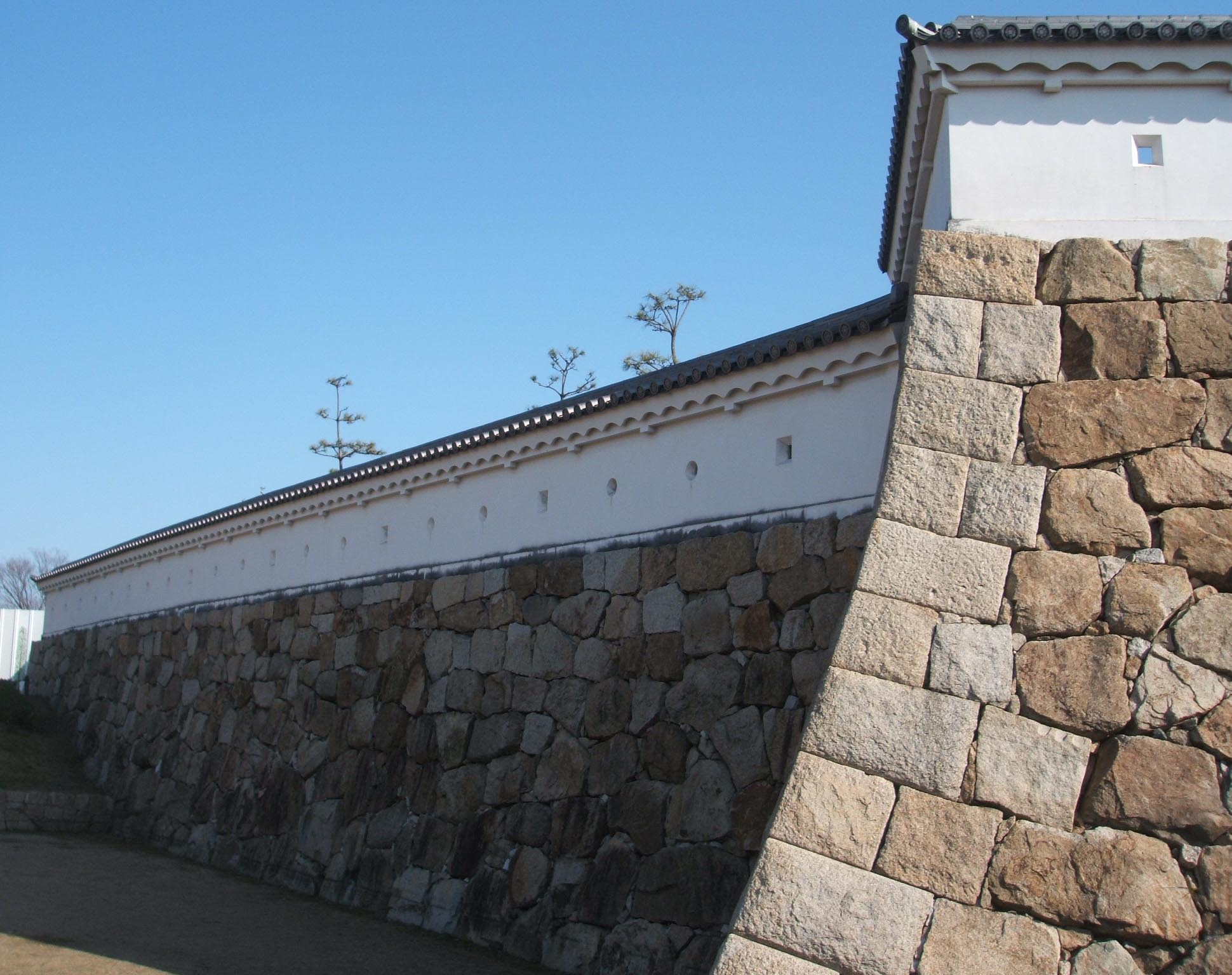
復興石垣

### 江戶時代
元和3年（1617年），戶田氏鐵從近江國膳所藩移封至尼崎藩，並在當年開始建造尼崎城，翌年春竣工。寬永12年（1635年），氏鐵轉封至美濃國大垣藩，改由原遠江國掛川藩藩主的青山氏接任。經過四代傳承，青山氏轉交給松平氏，直到幕末為止皆為松平氏擔任城主職位。

### 近代
明治6年（1873年），因政府發布廢城令，城內的建築物大部份遭到拆除。現在本丸作為學校用地，西三之丸整備成「尼崎城址公園」，其餘曲輪則為住宅地或市府關聯建設用地。
平成30年（2018年），在當地經營家電量販店的創業家，投入10億日圓以上的金額，再建古時尼崎城天守的容貌，本打算在天守舊址建造，但後來選在西三之丸，也就是尼崎城址公園處
。

## 城址及構造

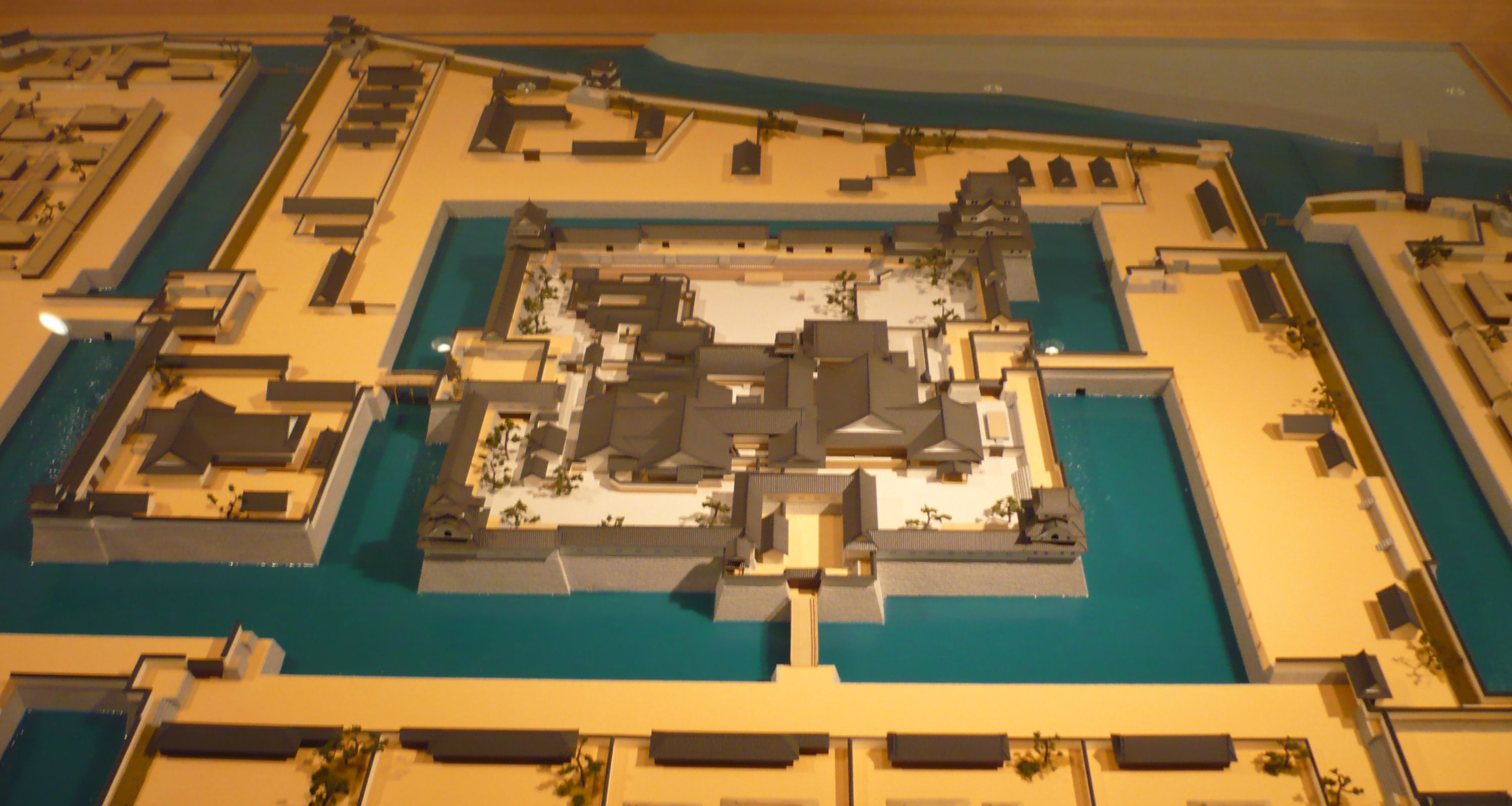
尼崎城復元模型

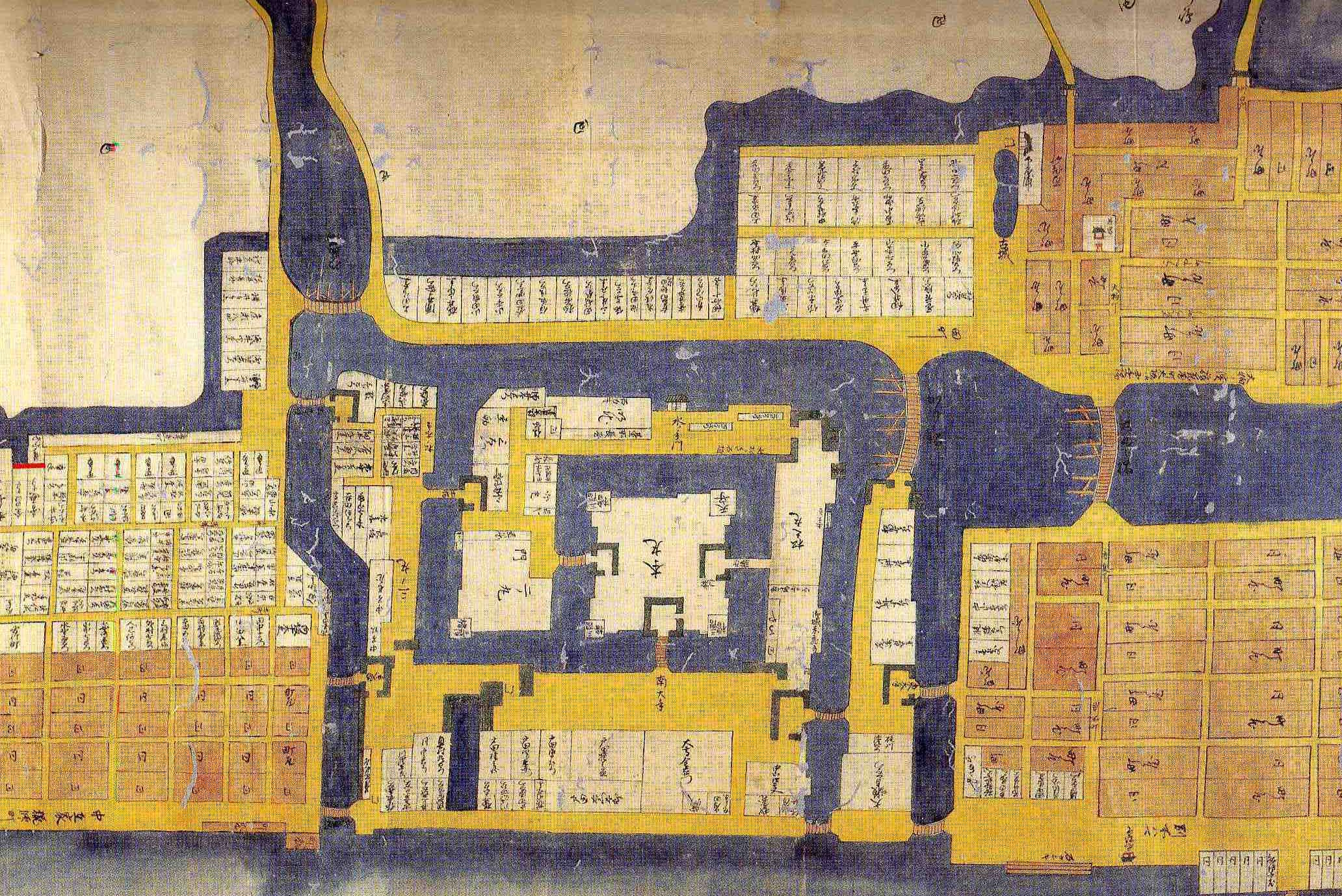
寛永12年（1635年）尼崎城下繪圖

尼崎城位在大物川與庄下川沖積出的三角洲平原上，因臨近大阪灣，船隻可停靠在該城旁邊，也得使海水引進水堀。
尼崎城為一渦郭式平城，主要分為三個部分，最內圈為本丸，圍繞著本丸的為二之丸、松之丸和南濱，最外圈則分為東三之丸跟西三之丸。本丸設計為正方形結構，正中心為本丸御殿，包含書院、廚房、起居室和迎賓室等多間建築物，天守則是坐落在東北角，與各角落的隅櫓以渡櫓連接著。大手門方面與櫓結合形成枡形虎口，加強防禦機能。

## 歷代城主
| 就任期間   | 氏族   | 城主     |
| ---------- | ------ | -------- |
| 1617～1635 | 戶田氏 | 戶田氏鐵 |
| 1635～1643 | 青山氏 | 青山幸成 |
| 1643～1684 | 青山氏 | 青山幸利 |
| 1684～1710 | 青山氏 | 青山幸督 |
| 1710～1711 | 青山氏 | 青山幸秀 |
| 1711～1751 | 松平氏 | 松平忠喬 |
| 1751～1767 | 松平氏 | 松平忠名 |
| 1767～1806 | 松平氏 | 松平忠告 |
| 1806～1813 | 松平氏 | 松平忠寶 |
| 1813～1829 | 松平氏 | 松平忠誨 |
| 1829～1861 | 松平氏 | 松平忠榮 |
| 1861～1871 | 松平氏 | 松平忠興 |

## 尼崎古城
尼崎城築城紀錄共有兩次。一為此條目主要介紹的近世尼崎城，另為此段將介紹的尼崎古城。
在大永6年（1526年），細川高國奉命建造尼崎古城，以作為細川尹賢的居城，並得與細川晴元對抗的據點
。
但在享祿4年（1531年），高國於大物崩慘遭大敗，後在廣德寺自刃身亡。之後尼崎古城成為各大名爭奪的據點，其中織田信長和豐臣秀吉都曾支配過該城，直到戶田氏鐵入封尼崎藩，該城才被近世尼崎城取代。
尼崎古城的位置一直為討論的話題，此下有兩個說法
：
(1) 根據『尼崎市史』第2巻，近世尼崎城為尼崎古城和大物城加以擴大的城郭，因此推斷古城與現在的城址位置相差不遠。
(2) 根據「江戸時代前期の尼崎城下絵図について（2）」『地域史研究』第11巻第3号推斷，尼崎古城應在近世尼崎城的東北方，由尼崎城下繪圖看的話，「古城」即為尼崎古城，亦代表著尼崎古城和大物城應為同一城郭，此說法被認為較有說服力。

## 備註
1. ↑  .   [2022-07-02]. （原始内容存档于2022-07-02）.
2. ↑  .   [2022-07-03]. （原始内容存档于2022-01-17）.
3. ↑  .   [2022-07-10]. （原始内容存档于2022-03-08）.
4. ↑  .   [2022-07-10]. （原始内容存档于2021-05-13）.

## 外部連結
- 尼崎城官方網站 （页面存档备份，存于）
- 尼崎城 （页面存档备份，存于） - 尼崎市公所網站
- 尼崎ジョー　徹底解剖 （页面存档备份，存于） - 尼崎官方觀光網站
- 尼崎城 （页面存档备份，存于） - kotobank